# Góry Katuńskie

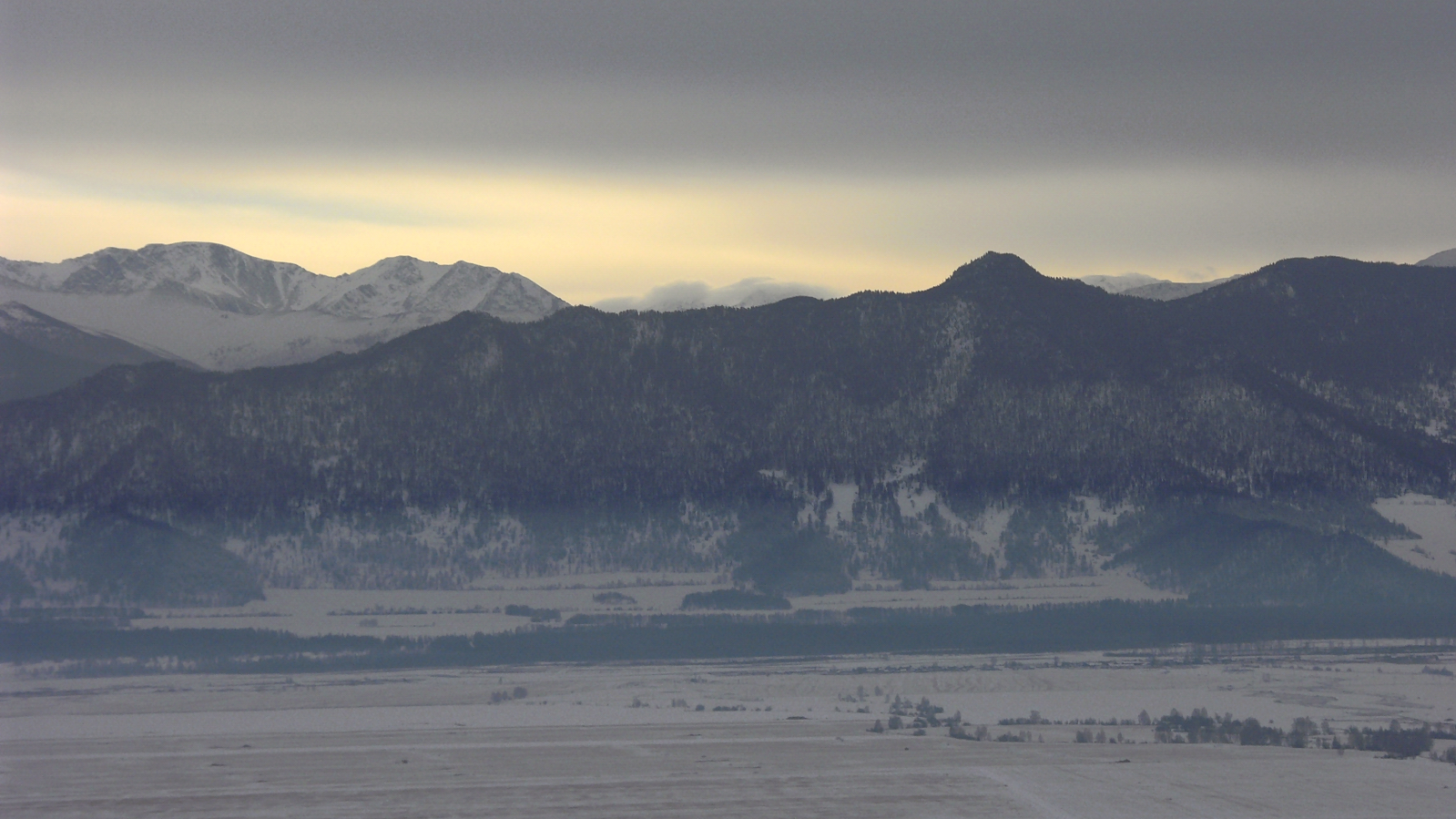
Góry Katuńskie

Góry Katuńskie (Katyn; kaz.: Қатын жотасы, Katyn żotasy; ros.: Катунский хребет, Katunskij chriebiet) – pasmo górskie w środkowym Ałtaju, na granicy Rosji (Republika Ałtaju) i Kazachstanu (obwód wschodniokazachstański). Rozciąga się na długości ok. 150 km, najwyższy szczyt, Biełucha, osiąga 4506 m n.p.m. Stanowi dział wodny pomiędzy dorzeczami Katuni, Argutu i Bieriela. Zbudowane z łupków metamorficznych i granitów. W części centralnej dominuje rzeźba alpejska; występuje 386 lodowców górskich o łącznej powierzchni 279 km². Do wysokości 2000–2200 m n.p.m. rosną lasy modrzewiowe i sosnowe, w wyższych partiach przeważają łąki alpejskie, nieporośnięte skały i piargi.
Dużą część pasma zajmuje Katuński Rezerwat Biosfery.